# 王雷獸
王雷獸是一屬已滅絕的奇蹄目哺乳動物，屬於雷獸科。牠們生存於始新世晚期的北美洲。
王雷獸肩高2.5米，外觀像犀牛，鼻上擁有一個叉狀像角的突出物，末端粗鈍。很多王雷獸的化石都是在美國南達科他州及內布拉斯加州發現。一些王雷獸的標本在暴雨下被印第安人的蘇族所發現，他們相信王雷獸在雲上產生雷暴，故稱牠們為「雷獸」。蘇族所發現的王雷獸骨骼，大多是被當時仍是活躍的洛磯山脈火山爆發時殺死的。
王雷獸的頭顱骨很重，是由巨大的頸部肌肉所承托，這些肌肉則是由高於肩膀的背部脊骨上特長的棘來支撐。王雷獸有可能有肉唇及長舌頭，適合用來選擇合適的食物。
根據新的分類法，王雷獸被併入了巨角犀屬中，但這分類卻未被完全接受。